# 新喀里多尼亚行政区划
新喀里多尼亚分为3个省。省又进一步划分为市镇。

## 省
- 南部省：位于新喀里多尼亚岛南部，省会努美阿，人口164113（2004年）。
- 北部省：位于新喀里多尼亚岛北部，省会科内，人口44596（2004年）。
- 洛亚蒂群岛省：省会利富，人口22080（2004年）。

## 市镇

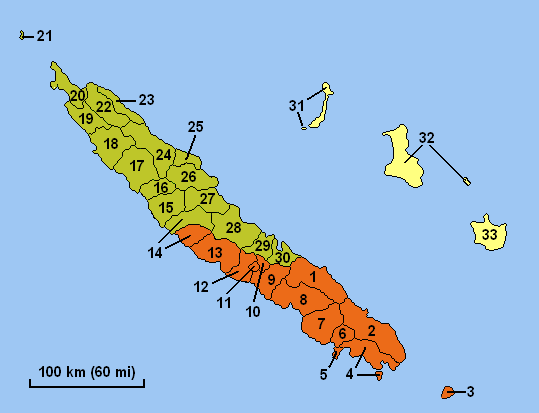
新喀里多尼亞行政區劃: 北部省 南部省 洛亚蒂群岛省；市镇列表如左。

市镇如下：
1. 蒂奥
2. 亚泰
3. 利勒德潘
4. 勒蒙多尔
5. 努美阿
6. 丹贝阿
7. 帕伊塔
8. 布卢帕里
9. 拉福阿
10. 萨拉梅阿
11. 法里诺
12. 莫安杜
13. 布拉伊
14. 波亚（分属北部省和南部省）
15. 普恩布特
16. 科内
17. 沃镇
18. 卡拉戈门
19. 库马克
20. 普姆
21. 贝莱普
22. 韦戈阿
23. 普埃博
24. 延根
25. 图奥
26. 普安迪米耶
27. 波内里旺
28. 瓦伊卢
29. 夸瓦
30. 卡纳拉
31. 乌韦阿
32. 利富
33. 马雷